# Fruits Basket
Fruits Basket (フルーツバスケット, Furūtsu Basuketto, lit. "Cesto de Frutas"), as vezes abreviado como Furuba ou Fruba (フルバ), é uma série de mangá japonesa escrita e ilustrada por Natsuki Takaya. Foi serializada pela revista de mangá shōjo semi-mensal japonesa Hana to Yume, publicada pela Hakusensha, de 1998 a 2006. O título da série é oriundo de um jogo popular presente nas escolas primárias japonesas, sendo citado durante a série.
Fruits Basket conta a história de Tohru Honda, uma garota orfã que, após conhecer Yuki, Kyo e Shigure Sohma, descobre que 13 membros da família Sohma são possuídos pelos animais do zodíaco chinês e são amaldiçoados a se transformarem em suas formas animais quando estão fracos, estressados ou quando são abraçados por alguém do sexo oposto que não esteja possuído por um espírito do zodíaco. Ao decorrer da série, Tohru aprende sobre as dificuldades e a dor enfrentadas pelos membros aflitos da família Sohma e, por meio de sua natureza generosa e amorosa, ajuda a curar suas feridas emocionais. À medida que aprende mais sobre Yuki, Kyo e o resto da misteriosa família Sohma, Tohru também aprende mais sobre si mesma e o quanto os outros se importam com ela.
Takaya começou uma sequência intitulada Fruits Basket Another em setembro de 2015 e a série spin-off The Three Musketeers Arc em abril de 2019. O mangá original foi primeiramente adaptado em um anime de 26 episódios em 2001, produzido pela Studio Deen e dirigido por Akitaro Daichi. Uma segunda adaptação para anime, pela TMS Entertainment e dirigida por Yoshihide Ibata, estreou em abril de 2019, com sua primeira temporada indo ao ar de abril a setembro de 2019, sua segunda temporada indo ao ar de abril a setembro de 2020 e sua terceira e última temporada indo ao ar de abril a junho de 2021. A segunda adaptação para anime foi inicialmente uma coprodução da Funimation, que lançou a série em parceria com a Crunchyroll, embora a série mais tarde fosse totalmente transferida para esta última. No Brasil, os direitos de distribuição foram adquiridos pela Sato Company e os episódios da primeira temporada estão disponíveis na plataforma da Amazon Prime Video. Um filme intitulado Fruits Basket: Prelude estreou nos cinemas japonesas em fevereiro de 2022 e foi lançado nos Estados Unidos e no Canadá em junho de 2022 e no Reino Unido em julho de 2022.
Em dezembro de 2018, o mangá já possuía mais de 30 milhões de cópias em circulação, configurando-se como uma das séries de mangá mais vendidas da história, bem como uma das séries de mangá shōjo mais vendidas de todos os tempos. A série já foi descrita em trabalhos acadêmicos como "um clássico favorito dos fãs de mangás shōjo em todo o mundo".

## Enredo
Após sua mãe morrer em um acidente de carro no caminho do trabalho, a estudante Tohru Honda vai morar com seu avô paterno. No entanto, como a casa precisaria passar por uma reforma antes, ele decide ir morar com sua filha e pergunta à neta se ela não poderia morar com uma amiga durante a reforma. Sabendo que sua amiga Saki Hanajima morava com cinco pessoas e a outra amiga Arisa Uotani vivia em um apartamento muito apertado, Tohru decide montar uma barraca na mesma região onde, sem ela saber,  morava o seu colega de classe Yuki Souma e seu primo, Shigure. Depois de um deslizamento que soterra sua barraca, Tohru acaba indo morar com eles e descobrindo o segredo da família Souma — de que existem treze pessoas na família que possuem a maldição de se transformarem em animais do horóscopo chinês quando estão muito fracos ou são abraçados por alguém do sexo oposto. Apesar disso, ela promete guardar segredo e tem permissão para continuar vivendo com eles.
Com o desenrolar da história, vão aparecendo todos os amaldiçoados da família e Tohru vai conseguindo a simpatia e amizade dos possuídos, assim como a ira de Akito, o patriarca da família.

## Personagens
- Tohru Honda (本田 透, Honda Tōru): Protagonista. A princípio tem 15 anos e mais tarde tem 17 (a história se passa durante todo o período do colegial), tem a mesma idade que Yuki e Kyo e estuda na mesma sala que eles. Seu pai morreu quando ela tinha 3 anos e sua mãe morreu pouco tempo depois dela entrar no colegial.[12] Sua mãe, Kyoko, era uma ex-delinquente juvenil e tentava passar toda a sua experiência de vida para a filha através de conselhos. Tohru carrega fotos da mãe, e vez ou outra se lembra de seus conselhos. Morava com seu avô, e depois em uma barraca, até ser convidada a morar com os Souma, onde ajuda nas tarefas domésticas em troca da hospedagem.[13] Seu animal favorito no horóscopo chinês é o gato. É muito animada, decidida e bem inocente. Está sempre pronta para ajudar os outros, mas tem mania de nunca pensar em si mesma e odeia a ideia de incomodar alguém. Com o tempo apaixona-se por Kyo, e no começo reluta em aceitar seu sentimento.

- Yuki Souma (草摩 由希, Sōma Yuki): O Rato.[14] É tido como “príncipe” na escola por ser muito bonito e gentil com todos. Inteligente, prestativo, reservado e bom em esportes e artes marciais.[15] Tem um complexo por possuir traços afeminados,[16] e esconde problemas da infância que o impedem de se relacionar bem com as pessoas.[17] Tem um irmão mais velho, Ayame, com quem não se dá muito bem.[18] É um dos “favoritos” de sua família por pertencer a um signo muito especial. Mais tarde se torna Presidente do Grêmio Estudantil. No começo acredita-se que Yuki gosta de Tohru,[19][20] mas depois é mostrado que ele procurava na protagonista a imagem de uma mãe (uma imagem que lhe dava forças e, ao mesmo tempo, algo que ele conseguia se apoiar em momentos de fraqueza). Mais tarde, apaixona-se por Machi Kuragi.

- Kyo Souma (草摩 夾, Sōma Kyō): O Gato.[14] Odeia Yuki.[21] À primeira vista, parece um sujeito insensível, grosso e sem o menor tato com os outros, mas no fundo é uma ótima pessoa.[22] Seu signo não pertence ao horóscopo chinês, e toda a família vê o signo do Gato como um signo desgraçado e maldito. Então, Kyo sempre foi tratado com inferioridade e desprezo. Sua mãe morreu enquanto ele ainda era pequeno e muitos afirmam que ela se matou por causa do filho. Após isso, seu pai o abandonou e ele foi adotado por Kazuma (o neto do antigo possuído pelo gato), que lhe ensinou artes marciais.[23] Kyo joga toda a culpa de sua desgraça em Yuki, e acredita que vencendo-o em uma luta poderá ser respeitado.[24] É o único dos 13 que possui três formas: a humana, a do gato e a verdadeira forma do gato, uma criatura monstruosa.[25] Nutre um sentimento especial por Tohru, mas se acha indigno disso.

- Shigure Souma (草摩 紫呉, Sōma Shigure): O Cachorro.[14] Figura dissimulada e cheia de segredos. É o único adulto da casa em que mora com Yuki, Kyo e Tohru. É sempre visto trajando um quimono e gosta de fazer piadas e gracinhas mesmo em horas inapropriadas. Trabalha como escritor e novelista, e usa diversos pseudônimos em suas obras.[26] Adora torturar sua editora, Mitsuru, não cumprindo os prazos de entrega de seus textos.[27] Também adora xeretar na vida alheia e provocar os outros. Tem o costume de testar as pessoas para ver como vão reagir, e às vezes acaba sendo muito cruel ao fazer isso. Às vezes aparenta ser muito egoísta e não hesita em usar as pessoas para atingir seus objetivos, mas na realidade Shigure não é um cara mau e nem deseja a infelicidade dos outros.[28] Esconde seu verdadeiro relacionamento com uma pessoa muito importante na história.[29]
- Kyoko Honda (本田 今日子 Honda Kyōko): A falecida mãe de Tohru, Kyoko, criou sua filha com muito esforço depois da morte de seu marido, Katsuya. O seu passado ainda é um completo mistério mas, juntando as histórias da própria Tohru, temos indícios de uma adolecência bem complicada e fora do comum.[30]

## Produção
O título da série, Fruits Basket (フルーツバスケット, Furūtsu Basuketto), se refere a uma brincadeira popular entre as crianças japonesas, na qual os participantes se sentam em círculo e o líder do jogo atribui o nome de uma fruta para cada pessoa. Quando o nome de uma fruta é chamado, a criança correspondente levanta-se e senta numa cadeira vaga. A pessoa que sobrar é o novo líder. Quando criança, Tohru Honda participou da brincadeira e o líder a escolheu para ser o bolinho de arroz (お握り, Onigiri). De início, a menina não ligou e ficou esperando a sua vez de ser chamada até perceber que bolinho de arroz não era uma fruta e por isso ela não poderia fazer parte daquele grupo, sentindo-se deslocada. Mais tarde, ela associa essa brincadeira com a família Souma, quando precisa deixar a casa deles e voltar a morar com seus parentes. Lá, ela percebe o quanto ela se sentia bem na casa dos Souma e a falta que isso faria à ela. Yuki e Kyo resolvem levá-la de volta para a casa deles, e ela finalmente se sente pertencendo a algum lugar, imaginando a si mesma criança ouvindo a palavra "bolinho de arroz" sendo chamado na brincadeira infantil.
Natsuki Takaya nomeou os doze membros amaldiçoados da família Souma baseando-se na nomenclatura dos meses no antigo calendário japonês que corresponde a cada um dos animais do zodíaco, embora os nomes de Kureno e Momiji tenham sido trocados por engano pela autora (Momiji era para se chamar Kureno e vice-versa). Apenas Yuki e Kyo não tiveram seus nomes baseados nos meses do calendário japonês, pois a autora não encontrou nenhum nome que combinasse com o Yuki, e porque o gato, animal símbolo de Kyo, não faz parte dos signos oficiais do zodíaco.

## Mídias

### Mangá
Os 136 capítulos de Fruits Basket foram originalmente publicados na revista Hana to Yume de julho de 1998 a novembro de 2006. O mangá também foi publicado em 23 volumes em formato tankōbon pela editora Hakusensha. O primeiro volume foi lançado no dia 19 de janeiro de 1999 e o último volume foi lançado no dia 19 de março de 2007. Em 2015, a editora reeditou o mangá em formato kanzenban, lançando a edição de colecionador em 12 volumes. Os dois primeiros volumes desta coleção especial foram lançados no dia 4 de setembro de 2015 e o décimo segundo e último volume foi lançado em 20 de julho de 2016.
No Brasil, o mangá é licenciado pela editora JBC e foi publicado entre abril de 2005 e julho de 2007, em 23 volumes. Em 2019, a editora anunciou o relançamento da série, em formato kanzenban. O primeiro volume foi lançado em setembro de 2019. Em outubro de 2019, a editora JBC anunciou a versão digital do mangá em formato e-book e será publicada em 23 volumes, conforme a primeira versão (brasileira e japonesa).

### Spin-offs

#### Fruits Basket Another
No dia 4 de setembro de 2015, um novo mangá, Fruits Basket Another (フルーツバスケットanother, Furūtsu Basuketto another), começou a ser publicado na revista HanaLaLaOnline. Em agosto de 2017, o mangá foi transferido para o site e aplicativo Manga Park. Originalmente, foi anunciado que Fruits Basket another seria concluído em dezembro de 2018, contudo, em março de 2020 foi anunciado que a série seria retomada em abril de 2020. A editora Hakusensha publicou 3 volumes do título, sendo que o primeiro foi lançado em 19 de agosto de 2016 e o último em 20 de março de 2019. Embora fosse esperado pelos fãs, Natsuki Takaya afirmou que o elenco principal (Tohru, Yuki e Kyo), não apareceria nesta nova série ainda que fossem mencionados por outros personagens.
A história do mangá acontece anos depois que Tohru e seus amigos se formam no ensino médio. A protagonista é uma garota chamada Sawa Mitoma que acaba de entrar no ensino médio. Sawa é tímida e possui problemas de baixo auto-estima e ansiedade. Depois de um evento em que conhece Mutsuki Souma, a garota vira membro do conselho estudantil e acaba conhecendo outras pessoas da família Souma. Assim, lentamente, ela começa a criar uma confiança em si mesma e passa a ser mais sociável.

#### Fruits Basket: Three Musketeers Arc
Um série de três capítulos, intitulada Fruits Basket: Three Musketeers Arc (フルーツバスケット：マブダチ特別編, Furūtsu Basuketto Mabudachi Tokubetsu-hen) foi publicada na revista Hana to Yume nos dias 20 de abril, 5 de junho e 5 de julho de 2019. Uma segunda temporada estreou em 20 de abril de 2020, o segundo capítulo foi publicado no dia 20 de junho de 2020, enquanto que o terceiro e último capítulo ainda não tem data de lançamento. A história destes capítulos se centra no Trio Mabudachi (Hatori, Shigure e Ayame), do mangá original.

### Anime

#### Fruits Basket (2001)
Dirigido por Akitaro Daichi, o anime de 26 episódios foi animado pelo Studio Deen e produzido pela NAS e TV Tokyo. O primeiro episódio foi ao ar pela TV Tokyo no dia 5 de julho de 2001, e o episódio final foi lançado em 27 de dezembro de 2001. A adaptação estava sendo produzida enquanto o mangá ainda estava sendo publicado, por isso a história do anime não cobriu todos os fatos do mangá, de modo que muitos dos personagens não apareceram no anime.

#### Fruits Basket (2019)
Em novembro de 2018 foi anunciada uma nova adaptação em anime e lançada em abril de 2019, com a proposta de adaptar a história toda do mangá. O anime foi produzido pela TMS Entertainment, dirigido por Yoshihide Ibata, com a supervisão executiva de Natsuki Takaya. A primeira temporada estreou em 2019, com 25 episódios a segunda temporada estreou em abril de de 2020 e a terceira e última temporada estrou em abril de 2021. O filme prelúdio da série foi lançado em fevereiro de 2022.

#### Dubladores
| Personagens       | Dubladores japoneses (2001) | Dubladores japoneses (2019) |
| ----------------- | --------------------------- | --------------------------- |
| Tohru Honda       | Yui Horie                   | Manaka Iwami                |
| Yuki Souma        | Aya Hisakawa                | Nobunaga Shimazaki          |
| Kyo Souma         | Tomokazu Seki               | Yuma Uchida                 |
| Shigure Souma     | Ryotaro Okiayu              | Yuichi Nakamura             |
| Arisa Uotani      | Yuka Imai                   | Atsumi Tanezaki             |
| Saki Hanajima     | Reiko Yasuhara              | Satomi Sato                 |
| Kagura Souma      | Kotono Mitsuishi            | Rie Kugimiya                |
| Momiji Souma      | Ayaka Saito                 | Megumi Han                  |
| Hatsuharu Souma   | Akio Suyama                 | Makoto Furukawa             |
| Hatori Souma      | Kazuhiko Inoue              | Kazuyuki Okitsu             |
| Ayame Souma       | Mitsuru Miyamoto            | Takahiro Sakurai            |
| Kisa Souma        | Kaori Nazuka                | Reina Ueda                  |
| Hiro Souma        | Yuriko Fuchizaki            | Yo Taichi                   |
| Ritsu Souma       | Miina Tominaga              | Kengo Kawanishi             |
| Isuzu Souma (Rin) |                             | Aki Toyosaki                |
| Kureno Souma      |                             | Yuuichirou Umehara          |
| Akito Souma       | Wakaba Murasaki             | Maaya Sakamoto              |
| Kazuma Souma      | Norihiro Inoue              | Toshiyuki Morikawa          |
| Kyoko Honda       |                             | Miyuki Sawashiro            |
| Kakeru Manabe     |                             | Takuya Eguchi               |
| Machi Kuragi      |                             | Ai Kakuma                   |

## Trilha sonora

### Fruits Basket (2001)
| #   | Música            | Intérprete      |
| --- | ----------------- | --------------- |
| OP1 | For Fruits Basket | Ritsuko Okazaki |

| #   | Música         | Intérprete      |
| --- | -------------- | --------------- |
| ED1 | Chiisana Inori | Ritsuko Okazaki |
| ED2 | Serenade       | Ritsuko Okazaki |

### Fruits Basket (2019)
| #   | Música | Intérprete      | Observações     |
| --- | ------ | --------------- | --------------- |
| OP1 | Again  | Beverly         | Episódios 1-13  |
| OP2 | Chime  | Ai Otsuka       | Episódios 14-25 |
| OP3 | Prism  | AmPm ft. Miyuna | Episódios 26-38 |
| OP4 | Home   | Toki Asako      | Episódios 38-51 |

| #   | Música          | Intérprete     | Observações     |
| --- | --------------- | -------------- | --------------- |
| ED1 | Lucky Ending    | Vickeblanka    | Episódios 1-13  |
| ED2 | One Step Closer | INTERSECTION   | Episódios 14-25 |
| ED3 | ad meliora      | THE CHARM PARK | Episódios 26-38 |
| ED4 | Eden            | Monkey Majik   | Episódios 38-51 |